# Eduardo Sángari
Eduardo Raúl Sángari (Salta, 20 de febrero de 1940) es un ingeniero químico y político argentino que se desempeñó como intendente de la ciudad de Salta y como interventor de Tartagal.

## Biografía
Eduardo Sángari nació en Salta el 20 de febrero de 1940. Después de cursar sus estudios primarios y secundarios ingresó en la Facultad de Ciencias Naturales de Salta (que dependía de la Universidad Nacional de Tucumán) donde obtuvo el título de Ingeniero Químico con Orientación en Petróleo en 1966.
Al regresar a Salta se hizo cargo de la puesta en marcha de la primera Usina Láctea de Salta, COSALTA y ejerció la docencia en escuelas técnicas y secundarias. Años después fue gerente de la Usina Láctea de MOMY.
En 1973 el gobernador Miguel Ragone lo designó Secretario de Estado de Industria y Comercio de la provincia, cargo al que renunció al producirse la renuncia del Ministro de Economía Mario Villada. En 1974 el Interventor  de la UNSa,  Francisco Villada, lo nombró Interventor de la Facultad de Ciencias Exactas y ejerció esa función hasta el 23 de marzo de 1976. Después de sufrir persecución por causas políticas emigró de Salta y se radicó en Frías (Santiago del Estero).
Al retorno de la democracia volvió a Salta, donde el gobernador Roberto Romero lo designó Presidente del Instituto Provincial de la Vivienda. En ese puesto se desempeñó hasta mayo de 1984, cuando fue nombrado Intendente de Salta.
Posteriormente ocupó los cargos de Ministro de Acción Social y Salud Pública y de Coordinador del Instituto Provincial de la Vivienda en la gobernación de Romero. En 1987 fue elegido concejal por el Partido Justicialista pero no llegó a ocupar su banca porque el Poder Ejecutivo lo designó nuevamente como Coordinador del Instituto Provincial de Única Vivienda (IPDUV).
En 1993 volvió a presentarse como candidato a concejal resultando electo para el período 1993-1995 y una vez concluido su mandato lanzó su campaña a Intendente de la ciudad, objetivo que no pudo concretar porque Juan Carlos Villamayor fue el triunfador de esa elección.
En el año 2000 el gobernador Juan Carlos Romero, hijo de Roberto, lo designó Interventor del Municipio de Tartagal cargo al que renunciaría en noviembre de ese año luego de una serie de protestas de los vecinos que incendiaron organismos públicos.
Luego de ese paso se alejó de los grandes flashes de la política pero desempeñándose aún en otros organismos públicos. Fue el representante de la Provincia de Salta en el Consejo Nacional de la Vivienda y en 2010 fue designado al frente de SAETA la empresa encargada del transporte público de la capital.
En 2017 apoyó a Sonia Escudero en su candidatura a diputada nacional dentro del frente Unidad y Renovación que impulsaba Juan Manuel Urtubey. Sángari era el segundo suplente de la lista y luego de unos resultados malos quedó definitivamente fuera en la elección general.
En 2023 fue nombrado juez del Tribunal de Juicio Sala II, Vocal Nº 3, del Distrito Judicial del Centro.